# Ben Emmerson

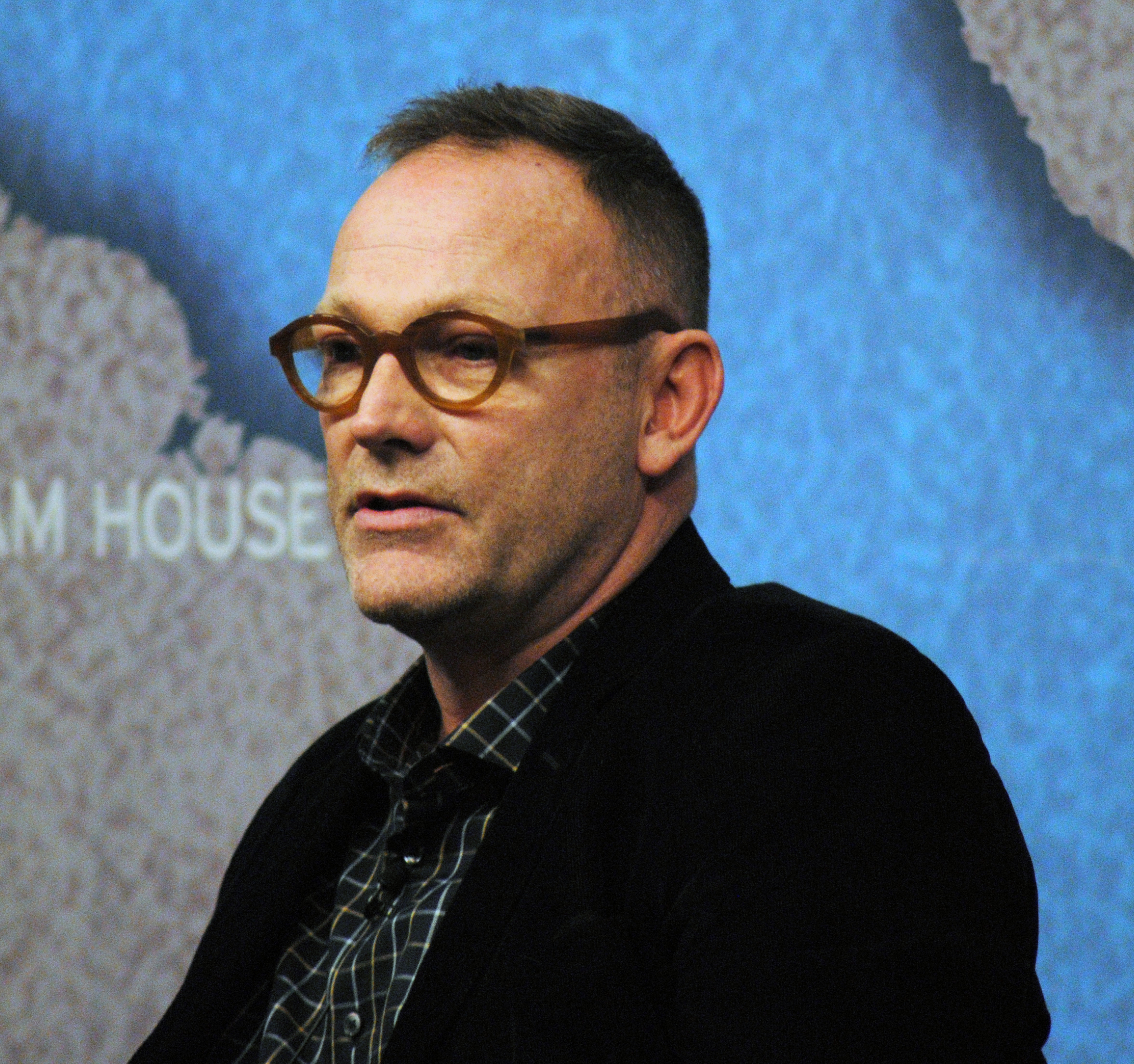
Emmerson, 2013

Ben Emmerson QS, CBE (* 30. August 1963 in Kent) ist ein britischer Rechtsanwalt mit dem Status eines Kronanwalts. Er ist Spezialist für Internationales Recht, Internationales Strafrecht und Menschenrechte. 
Emmerson vertritt seit 25 Jahren Personen vor internationalen Gerichten und Tribunalen, wie dem Internationalen Gerichtshof, dem Europäischen Gerichtshof, dem Europäischen Gerichtshof für Menschenrechte, dem Internationalen Strafgerichtshof und dem Internationalen Gerichtshof für das ehemalige Jugoslawien.
Von 2011 bis 2017 war er UN-Sonderberichterstatter zu Menschenrechten bei der Bekämpfung von Terrorismus.
Von 2014 bis 2016 war er Council des Untersuchungsausschusses Independent Inquiry into Child Sexual Abuse. Anlass für seinen Rücktritt war eine Anklage wegen sexueller Übergriffe, von denen er durch einen unabhängigen Untersuchungsausschuss unter Sir David Calvert-Smith freigesprochen wurde. Im März 2014 veröffentlichte Emmerson einen Bericht über Drohnenangriffe der Vereinigten Staaten von Amerika.
Emmerson lehrt als Gastprofessor in Oxford International Law and Security, und er ist Honorary Fellow am Mansfield College in Oxford. Er lebt in London und hat vier Kinder.

## Publikationen
Emmerson ist Mitbegründer des von Jonathan Cooper OBE herausgegebenen Journals European Human Rights Review, das seit 1995 im Verlag Sweet & Maxwell in London erscheint.
Gelegentlich schreibt er Gastkommentare für den britischen Guardian.
- Mit Andrew Ashworth, Julian Knowles: Human Rights and Criminal Justice. London: Sweet & Maxwell 2004. ISBN 978-0-421-87610-1

## Verfilmungen
- Official Secrets, ein Polit-Thriller 2019 zu seinem Fall Katharine Gun